# Krokodil-Nachtechse
Die Krokodil-Nachtechse (Lepidophyma flavimaculatum) ist der größte Vertreter aus der Familie der Nachtechsen. Er gehört der Gattung Mittelamerikanische Nachtechsen (Lepidophyma) an. Die Erstbeschreibung dieser Art erfolgte 1851 durch den französischen Zoologen André Marie Constant Duméril (1774–1860).

## Verbreitung
Lepidophyma flavimaculatum ist in Südost-Mexiko, Belize, Guatemala, Honduras, El Salvador, Nicaragua, Costa Rica, Panama, und auf Fidschi endemisch. Der von ihnen bewohnte Lebensraum besteht überwiegend aus tropischen Regenwäldern und Feuchtwäldern. Man findet sie jedoch auch in steppenartigen Regionen mit vielen Steinen und Gestrüpp. Sie kommen vor in Höhen zwischen 120 und 940 m über dem Meeresspiegel. Die Temperaturen ihrer Herkunftsländer liegen am Tag bei 22 bis über 40 °C und in der Nacht sinken sie auf milde 18 bis 22 °C.

## Aussehen und Maße

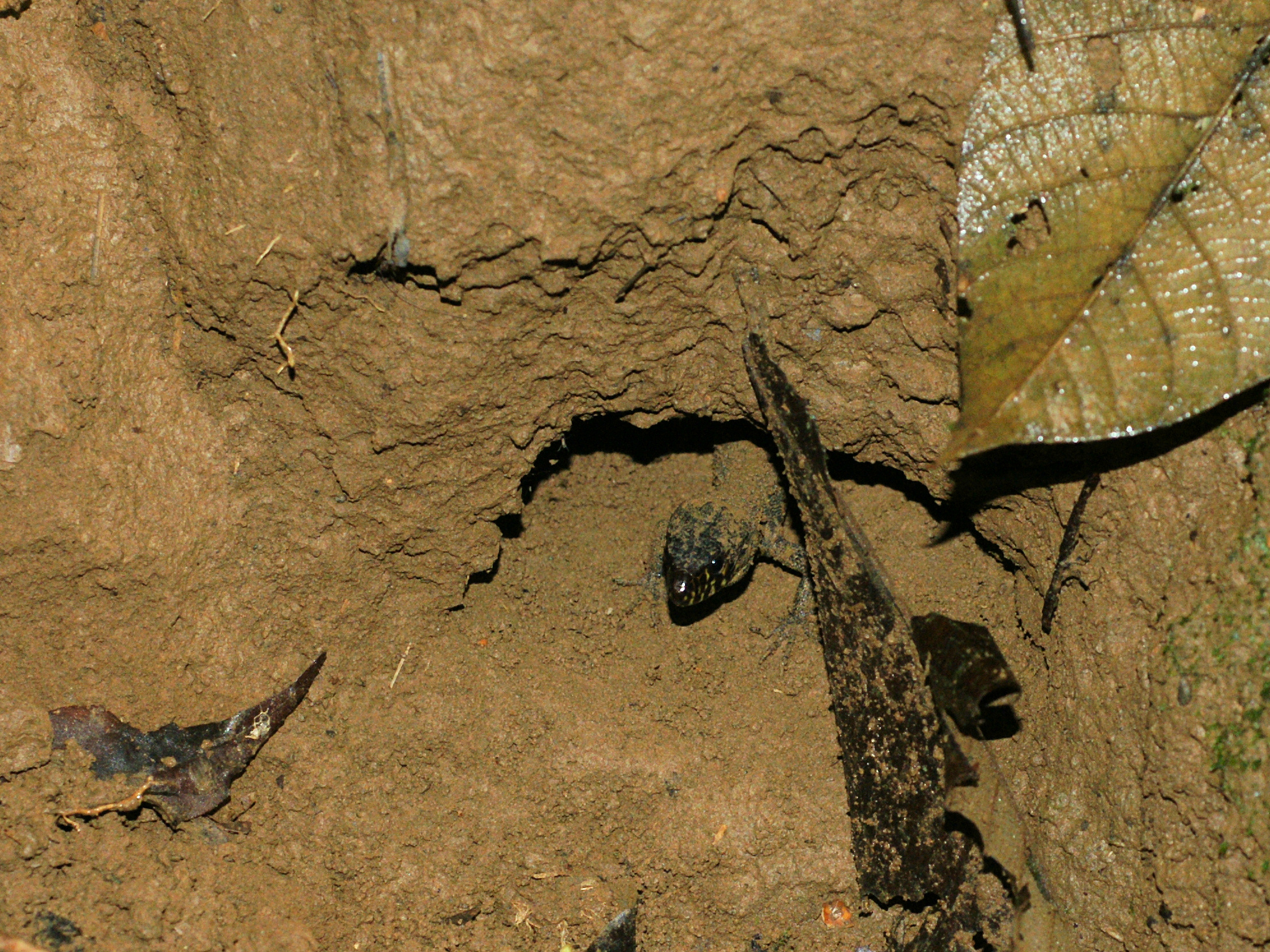
Unterschlupf einer Krokodil-Nachtechse aus Costa Rica

Krokodil-Nachtechsen erreichen ausgewachsen eine Kopf-Rumpf-Länge bis zu 12,69 cm. Ihr Schwanz wird ca. 1/3-mal so lang wie der Körper. Fast ihr gesamter Körper hat eine schwarze Grundfarbe, wobei sie an den Seiten, an der Spitze der Schnauze und an ihren Hinterbeinen eine Reihe von gelben Flecken haben. Die meist punktförmigen Flecken gehen an ihrem Schwanz über in dünne gelbe Streifen. Einige Tiere haben auch gelbe Bereiche an ihrer Unterseite. Die Krokodil-Nachtechse hat einen glatten Kopf, der dem einer Schlange ähnelt. Die Schuppen auf ihrem Körper sind eher rau. Ihre spitzen Zähne sind schwarz und sie haben eine milchig weiße Zunge. Die Männchen und Weibchen kann man so gut wie nicht äußerlich unterscheiden.

## Lebensweise
Die Krokodil-Nachtechse ist überwiegend in der Dämmerung und in der Nacht aktiv. Um sie als Haustier in einem Terrarium zu halten, wird ein Tropenterrarium mit vielen Versteck- und Ausweichmöglichkeiten, sowie einer Badestelle benötigt. Die Tiere, die in Terrarien leben sind meistens aggressiv und teilen manchmal mit schmerzhaften Bissen aus. In Gefangenschaft können sie ein Alter von über 15 Jahren erreichen. In freier Natur ist die Lebenserwartung mit ca. 10 Jahren wesentlich geringer. L. flavimaculatum ernährt sich überwiegend von kleinen bis mittelgroßen Insekten.

## Fortpflanzung
Die Weibchen einiger Populationen, in Panama und Costa Rica, sind dazu imstande Jungfernzeugung (Parthenogenese) zu betreiben. Das heißt, sie können ihre Eizellen selbst befruchten und brauchen somit zur Fortpflanzung keine Spermien der Männchen. Die Männchen sind also in der Fortbestandserhaltung überflüssig. Die Embryonalentwicklung im Mutterleib erfolgt vivipar. L. flavimaculatum bringt deshalb auch ihren Nachwuchs lebend zur Welt. Die Mehrzahl der 3 bis 7 Jungtiere pro Wurf sind Weibchen.

## Unterarten
- Lepidophyma flavimaculatum flavimaculatum A. DUMÉRIL, 1851
- Lepidophyma flavimaculatum ophiophthalmum TAYLOR, 1955
- Lepidophyma flavimaculatum tehuanae SMITH, 1942
- Lepidophyma flavimaculatum tenebrarum WALKER, 1955